# PODZEMÍ
PODZEMÍ (anglicky The Tunnels) je šestidílná knižní sága sepsaná Roderickem Gordonem a Brianem Williamsem. V anglickém originále vychází od roku 2007 v nakladatelství The Chicken House. V češtině knihy vychází v nakladatelství Fragment. Je tomu tak od roku 2008. Knihy nám líčí příběh Willa Burrowse, který se dostal do světa ukrytého v podzemí. Mimo jiné pojednává také o jeho kamarádovi Chesterovi, který se do hlubin Země dostal spolu s Willem. Sága zatím vyšla ve více než 11 jazycích.

## Knihy
The Highfield Mole (Highfieldský krtek) − První a v dnešní době patrně nejcennější kniha. Vyšla roku 2005 a prodalo se 2500 výtisků. Poté knihu objevil Barry Cunningham z nakladatelství The Chicken House, autoři knihu přepracovali a vyšla pod jiným názvem. Tato verze knihy je tedy původní.
Ztracený svět v PODZEMÍ (angl. Tunnels) − Při hledání ztraceného otce se Will a Chester vydávají do štoly, kterou objeví ve sklepě domu Willových rodičů. V podzemí objeví prostory s rozlehlými městy, která žijí pod nadvládou moci Styxské rasy. Will zjistí, že jak on, tak jeho sestra Rebecca byli adoptováni a oba pocházejí z podzemního světa. On z rodiny Jeromeových, na podzemní poměry poměrně dobře si žijící rodiny, Rebecca přímo z rodiny vládců – Styxů. V českém jazyce má kniha 344 stran.
Hlouběji do PODZEMÍ (angl. Deeper) − Will a Chester se dostávají Důlním vlakem až do Hlubin Země, kde potkávají nové přátele, ale i nová nebezpečí. Setkáváme se také s pravou matkou Willa a Willovým adoptivním otcem. Kniha má rozsah 464 stran.
Volný pád do PODZEMÍ (angl. Free Fall) − Po pádu do Průduchu se hrdinové dostávají až do samotného středu Země, kde objeví svět s dalším sluncem. Mimo jiné neustále probíhají boje proti Styxům, hrdinové se objeví na denním světle a zemře několik důležitých postav. Kniha v české verzi čítá 432 stran.
Návrat z PODZEMÍ (angl. Closer) − Will, Elliott a doktor Borrows se nalézají v Zahradě druhého slunce. Will s otcem se věnují studiu pyramid a pozůstatku původních obyvatel zatímco Elliott se snaží zorientovat v novém terénu. Rebeccy přežily výbuch, přidává se k nim likvidátorský oddíl a nalézají netušeného spojence. Chester s Martou se dostávají na Povrch. Drake nalézá spojence v likvidátorovi (otec Elliott) a díky němu proniká do tajů styxských přístrojů. Kniha je rozepsána do 358 stran.
Útok z PODZEMÍ (angl. Spiral) − Na scéně se objevují styxské ženy. Kniha se točí kolem obřadu proměny, který vytvoří styxskou válečnou kastu. Ta má jediný úděl – Zničit cokoliv, co by mohlo znamenat ohrožení. Česká verze knihy je obsažena ve 301 straně.
Poslední cesta do PODZEMÍ (angl. Terminal) − je poslední kniha ze šestidílené ságy.

## Postavy
- Will Borrows - bývalý kolonista, baví ho kopání a archeologie. Díky této zálibě odstartuje nečekaný slede událostí.
- Chester Rawls - nejlepší kamarád Willa, statný a silný.
- doktor Borrows - Willův adoptivní otec, vystudoval archeologii, geologii a paleontologii.
- Cal Jerome - vlastní bratr Willa, na rozdíl od něj vyrostl v Kolonii.
- Tam Jerome-strýc Willa a Cala
- Elliott - styxská míšenka, většinu svého života prožila v Hlubinách
- Drake - Površák, který utekl do Hlubin, nejlepší přítel Elliott
- Rebeccy - styxská dvojčata, vydávaly se za Willovu sestru - záporné postavy
- Marta - šílená žena, která si chová zvláštní vztah k Chesterovi
- Druhý důstojník
- paní Borrowsová - odolala černému světlu, po jejich použití získala až nadpřirozené schopnosti
- Eddie - styx, který je proti své rase, otec Elliott
- Bartleby a Sazina- podzemní lovci, jsou podobní kočce

## Rasy
- Površáci − typičtí lidé (Londýňané).
- Kolonisté − okupované obyvatelstvo podzemí. Mají světlé až albinistické rysy. Je jim zakázáno vstupovat na povrch.
- Styxové − vládnoucí elita. Oproti Kolonistům mají tmavé vlasy. Nosí bílé košile, pro které je jim přezdíváno "bílé límce". Mluví zvláštní nosovou řečí.
- Koprolité − v podstatě inteligenčně velice omezený druh člověka. Styxové je užívají jako levnou pracovní sílu.
- Armagové − Příšery vzniklé v druhé části Fáze, pokud jsou vojáci z první části zničeni. Mají neuvěřitelné regenerační schopnosti (z jejich useknuté ruky se vytvoří nový a prvnímu ruka doroste).